# Westbeth Playwrights Feminist Collective

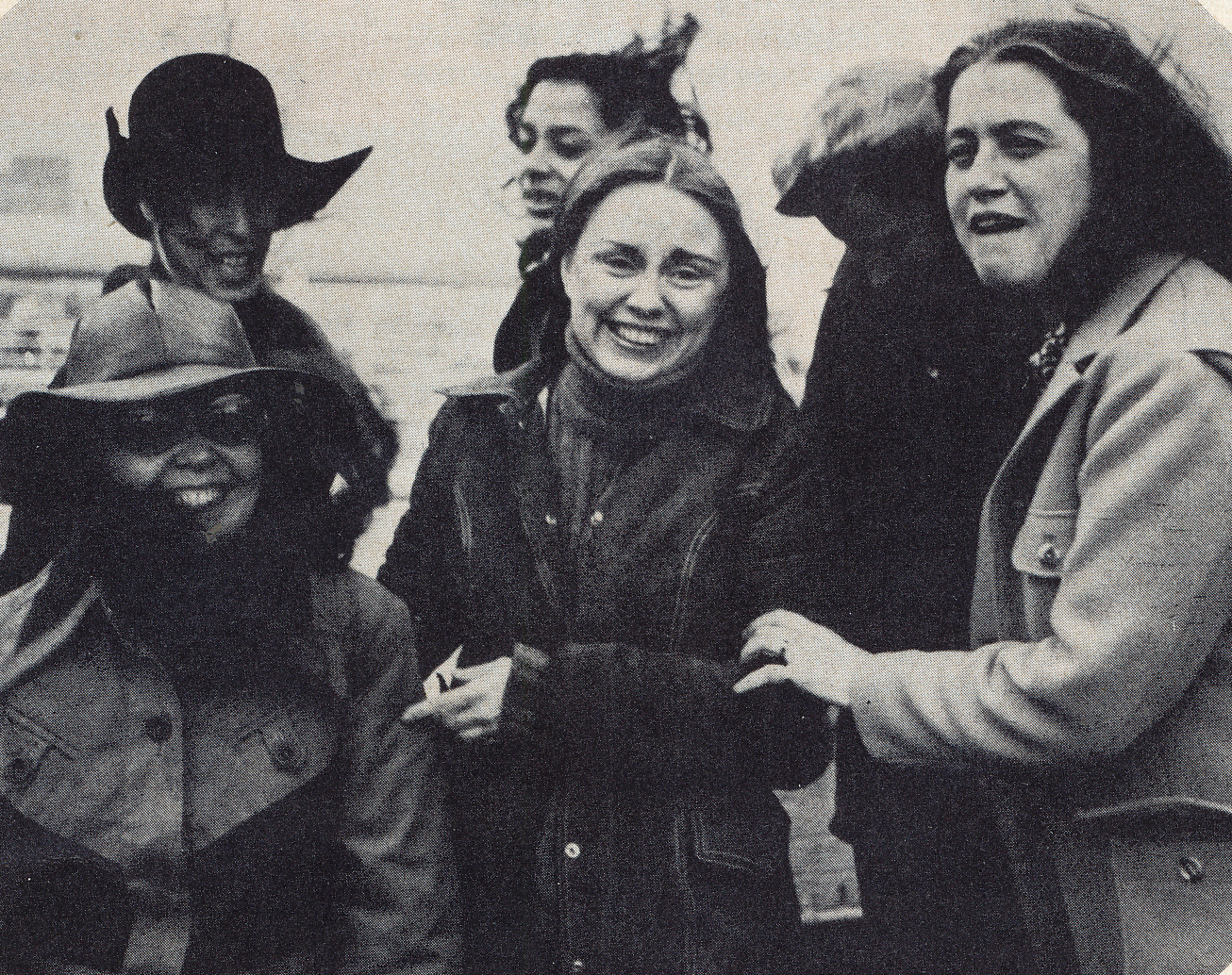
Westbeth Playwrights Feminist Collective 1971 (Lr) Sally Ordway, Susan Yankowitz, Christina (Chryse) Maile, Gwen Gunn, Patricia Horan, Dolores Walker en el centro. Foto: Sondra Lowell

El Westbeth Drawrights Feminist Collective (Colectivo Feminista de Dramaturgas de Westbeth) fue un grupo de dramaturgas profesionales en Nueva York activo entre 1971 y 1975. Escribieron y produjeron obras de teatro feministas y fueron uno de los primeros grupos de teatro feminista en los Estados Unidos en hacerlo.  Las obras individuales de los miembros se habían producido en el Teatro Público del Festival de Shakespeare de Nueva York, La Mama, Joe Chaikin's Open Theatre, Caffe Cino, Circle Repertory Company, Mark Taper Forum, Lincoln Center y New York Theatre Ensemble.

## Historia
Este grupo de dramaturgas fue uno de los primeros grupos de teatro feminista del país. Los miembros originales contaban con Helen Duberstein, Helene Dworzan, Patricia Horan, Gwen Gunn, Christina Maile, Sally Ordway, Dolores Deane Walker, y Susan Yankowitz. Megan Terry y Dacia Maraini estaban entre las dramaturgas invitadas.
Su Junta Asesora incluía a Gloria Steinem, Muriel Rukeyser, Eleanor Perry, Florynce Kennedy, junto con Margaret Croyden, Alice Denham, Elizabeth Fisher, Ellen Frankfort, Carol Greitzer, Tania, Alix Kates Shulman y Anita Steckel.

## Cuestiones feministas
Las obras de teatro del Colectivo presentaban temas que afectaban a las mujeres, tales como el patriarcado religioso, la discriminación en el lugar de trabajo, las relaciones de dominación / sumisión, personajes históricos, mascarada y acoso sexual.

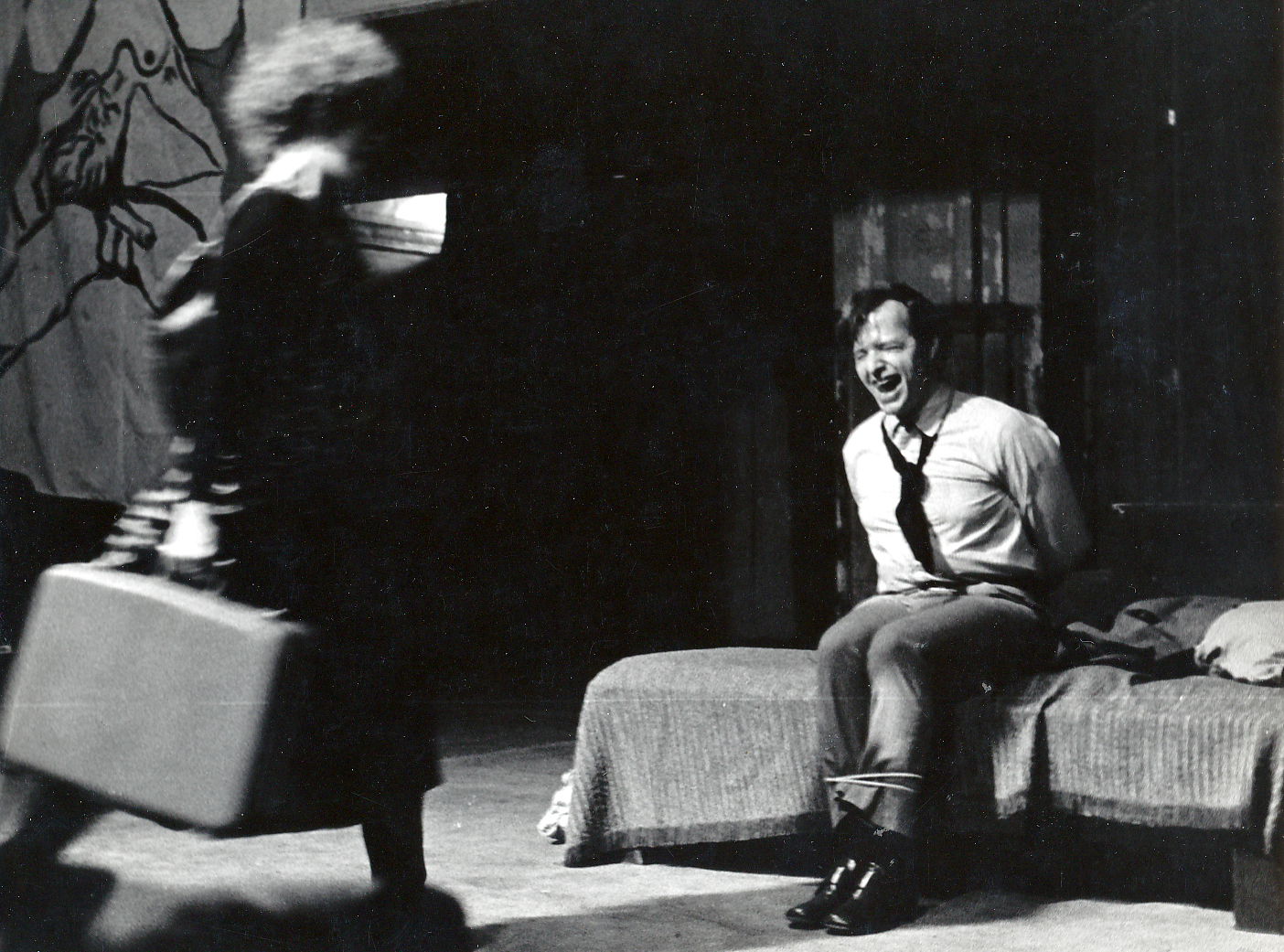
Escena de la obra Rape-In, de Liberation por Dolores Walker. Telón de fondo de Eunice Golden. Actores: Helen Pugatch, David Kent. 1971. Foto de Paul Lubitz

Después de su primera producción, RAPE-IN, las obras trascendieron el contexto limitante del teatro agit-prop al descartar los temas de venganza tan de moda en gran parte de la escritura feminista del momento, y en su lugar se esforzaron por reflejar con precisión la complejidad de la vida de las mujeres y en celebrar sus logros.

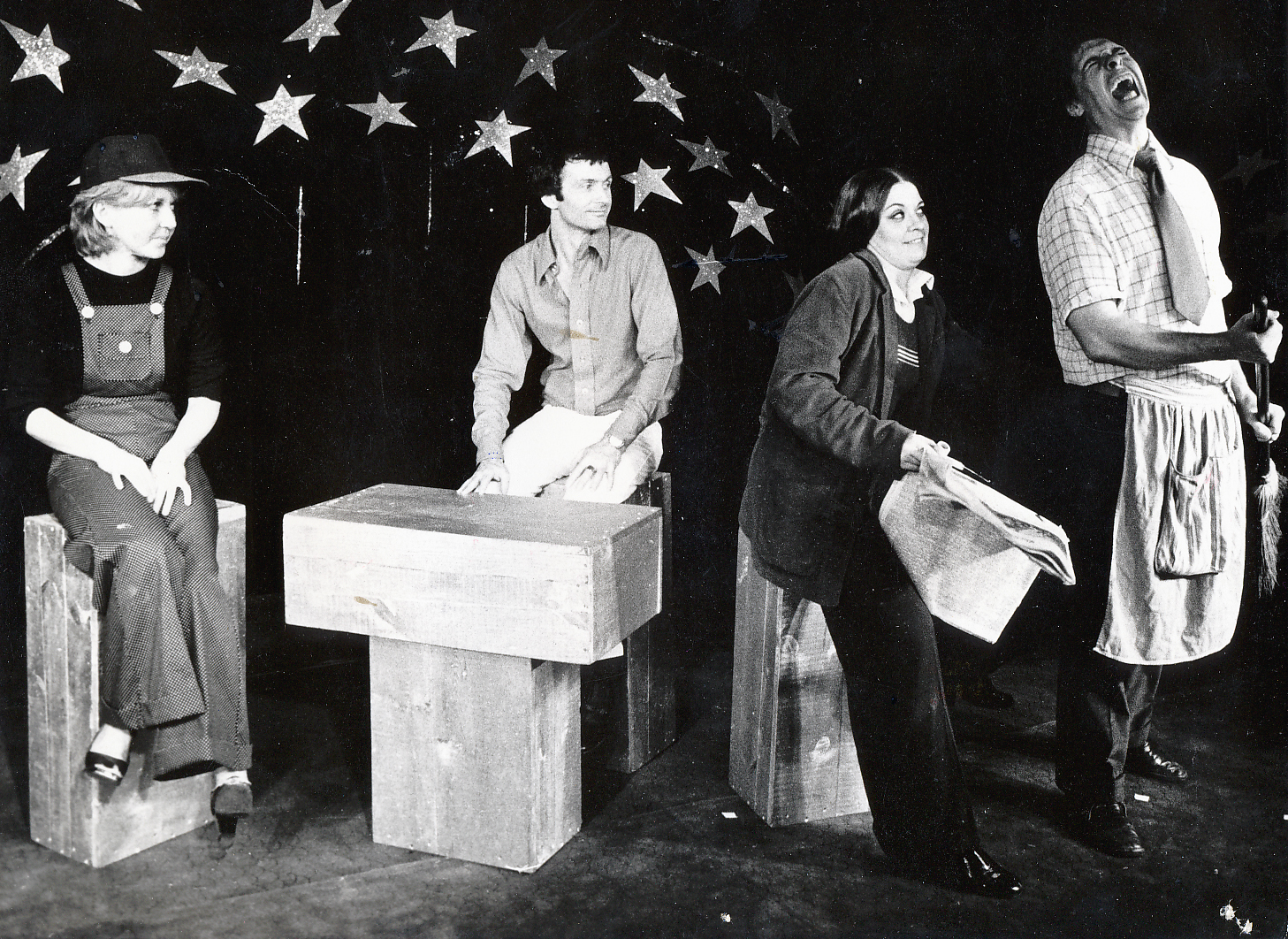
? ! Una revista musical mostrando la escena de Trading Places de Sally Ordway. Actores (de izquierda a derecha) Kristen Christopher, Richard Darrow, Lois Beckett, Norman Thomas Marshall. 1973 Foto de Cookie Cirillo

La compañía se destacó especialmente por escribir sobre temas de mujeres con un humor lacerante en situaciones a menudo absurdas. Christopher Olsen, en su libro Off Off Broadway 1968 -1970 The Second Wave (2011), señalaba las habilidades de estas dramaturgas para equilibrar un mensaje social serio sobre la marginación de las mujeres con el sentido del humor y el compromiso con obras bien escritas. Linda Killian, al analizar la primera producción del grupo, RAPE-IN, escribía que “usaban el humor, la ira y el horror, a veces en combinación, a veces de forma separada".
Kevin Sanders, en su reseña de WABC Eyewitness News de 1973 sobre WICKED WOMEN, declaraba: “Sus dos anteriores funciones de gran éxito, RAPE-IN y UP! – AN UPPITY REVUE! eran representaciones agudas, perceptivas y ferozmente satíricas de un punto de vista feminista contemporáneo, una tradición que se mantiene en este nuevo programa [Wicked Women]".  Gloria Rojas de WNEW-TV Midday Live, Nueva York se mostraba de acuerdo: "Wicked Women es escandalosa, divertida y, para mí, un poco impactante".

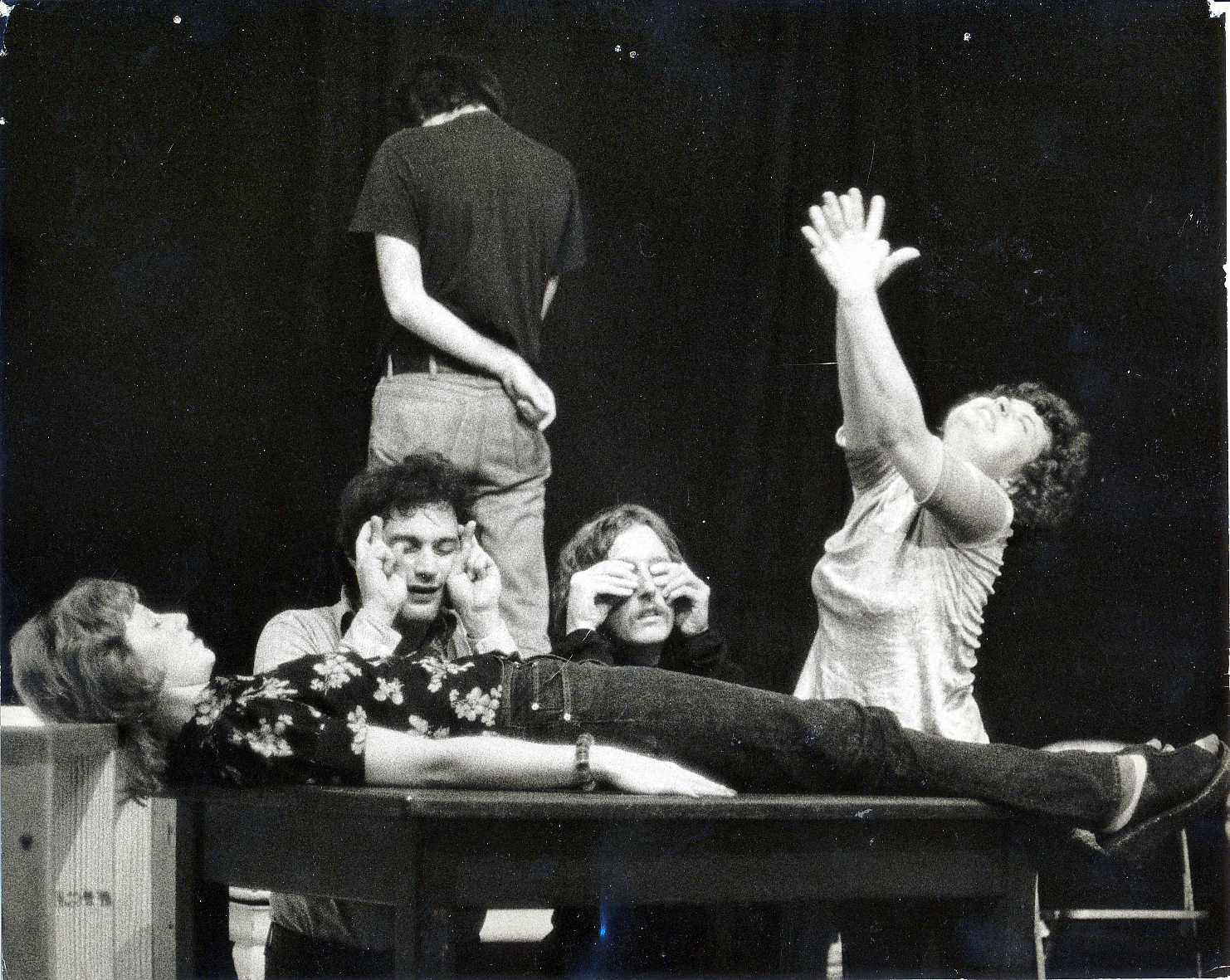
Wicked Women Revue que muestra la escena de La novia de Franklin de Chryse (Christina) Maile. Actores: (lr) Helen Pugatch, Michael Darrow, Joel Simon, Tom Leo, Alix Elias. 1973. Foto de Patricia Horan

Las producciones del grupo fueron comentadas extensa y positivamente y, con su énfasis teatral, se convirtió en uno de los primeros grupos de teatro feminista reseñados en el New York Times de manera continuada. Howard Thompson, en su reseña del NY Times, calificaba las producciones del Colectivo de "ingeniosas y originales". Mel Gussow señalaba que las producciones del Colectivo funcionaban como "un curso de concienciación y una llamada a las armas". Debbie Wasserman en su reseña de The Wicked Women Revue en Show Business declaraba que: "Ciertamente es un placer ver a un grupo de cruzadas que no usa su cruzada como una excusa para hacer mal teatro, sino que usa el buen teatro para ayudar en su cruzada".

## Oportunidades de trabajo
Dado que se trataba específicamente de un colectivo de mujeres dramaturgas y productoras, los actores profesionales contratados y los miembros de grupo no actuaban.
Mientras el Colectivo utilizaba tanto actores de género femenino como masculino - lo que no era habitual en las producciones feministas de los 1970s – la compañía ofrecía oportunidades de trabajo para mujeres como directoras de escena, directoras, productores, y diseñadores de iluminación. Muchas mujeres que posteriormente han trabajando en el teatro agradecen al Colectivo que les diera su primera experiencia laboral de verdad en el teatro. Todas las producciones presentaban canciones originales compuestas e interpretadas por mujeres. Las dramaturgas creían en la creación colectiva entre mujeres y realizaban un taller de teatro aparte para explorar nuevas obras.

## Otras producciones

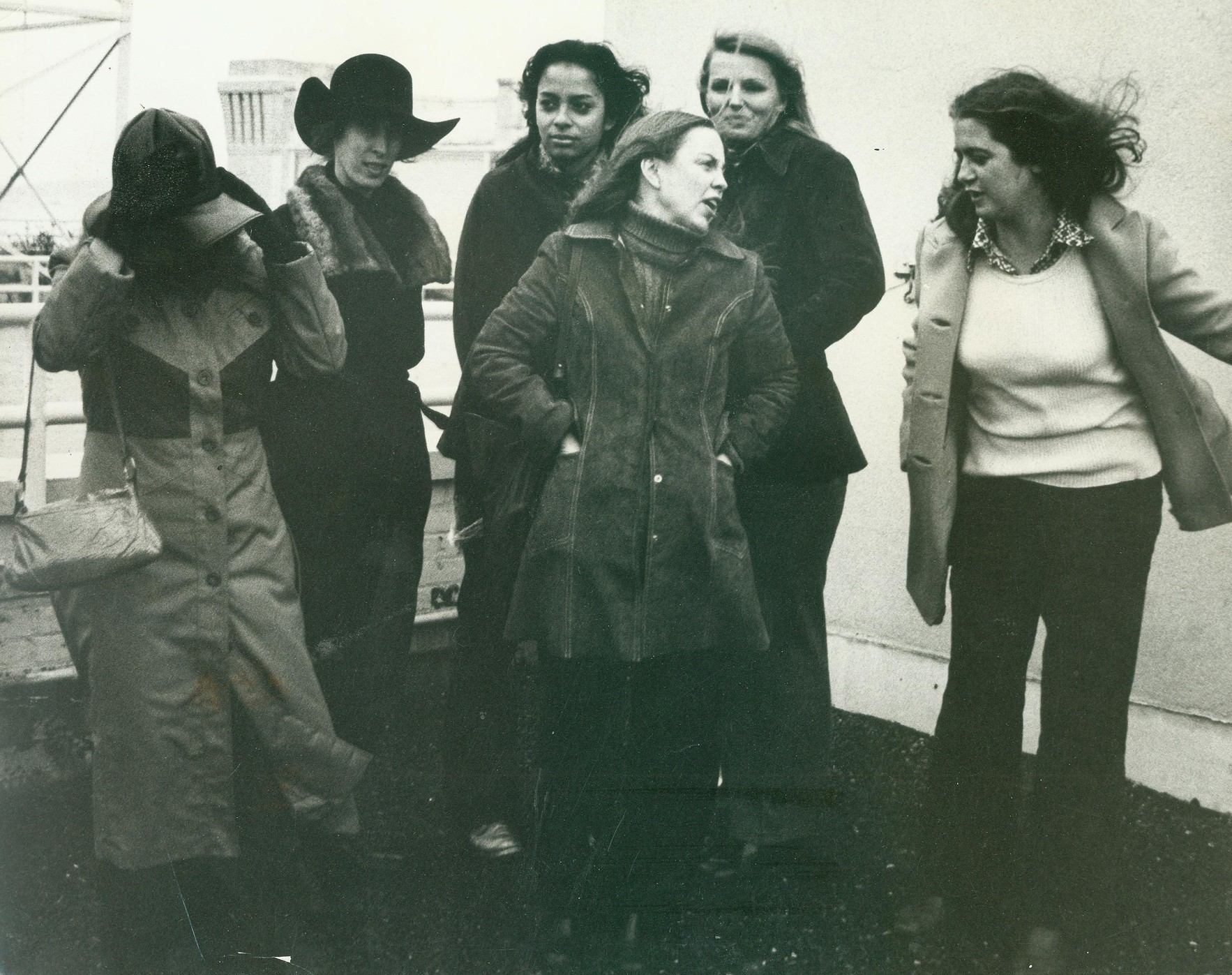
Westbeth Playwrights Feminist Collective en la azotea de Westbeth en NYC, 1971. De izquierda a derecha, Sally Ordway, Susan Yankowitz, Christina (Chryse) Maile, Dolores Walker (delante) Gwen Gunn, y Patricia Horan. Foto de Lucille Rhodes

Sin limitarse a producciones de teatro, el grupo de dramaturgas se ramificó para producir recitales de poesía, y visionado de películas. Como preámbulo al estreno de JUMPIN' SALTY - un espectáculo sobre mujeres en el barrio de Greenwich – organizaron una marcha a través del centro de Manhattan con conferenciantes en varios lugares históricos. Entre dichos lugares se encontraba el lugar donde tuvo lugar el incendio en la fábrica Triangle Shirtwaist de Nueva York, la oficina de  Margaret Sanger, la oficina de Henrietta Rodman en la Feminist Alliance (Alianza Feminista) en McDougal St., la ubicación del antiguo Café Society en la Plaza Sheridan en el que actuó Lena Horne, la  Women's Trade Union League de Bessie Hillman, y una de las ubicaciones del Ferrocarril subterráneo de Harriet Tubman. En 1974-75, el Colectivo patrocinó un concurso nacional de dramaturgia para mujeres. El premio era una producción teatral en la Ciudad de Nueva York.
A medida que crecía el trabajo del grupo, también lo hacían sus necesidades administrativas. En cualquier momento, el Consejo Asesor del Westbeth Playwrights Feminist Collective estaba lleno de mujeres dedicadas a la escritura que se preocupaban por los problemas de la mujer. Entre ellas se encontraban Margaret Croyden, escritora; Alice Denham, escritora; Elizabeth Fisher, escritora y fundadora de Aphra Feminist Literary Journal ; Ellen Frankfort, escritora y periodista; Carol Greitzer, concejala de la Ciudad de Nueva York; Florynce Kennedy, activista por los derechos de las mujeres y abogada de derechos civiles; Eleanor Perry, guionista; Muriel Rukeyser, poeta; Alix Kates Shulman, autor; Anita Steckel, artista; Tania, artista; y Gloria Steinem, autora y fundadora de Ms. Magazine.
En mayo de 1974, el Colectivo contrató a Nancy Rhodes como directora administrativa. Posteriormente fundó el Encompass New Opera Theatre y ha continuado durante treinta años como Directora Artística de esa compañía de ópera.
El Westbeth Playwrights Feminist Collective fue financiado en parte como una compañía de teatro sin fines de lucro por el National Endowment for the Arts y el New York State Council on the Arts.
El nombre del grupo se deriva de Westbeth Artists Housing, un complejo de viviendas asequibles para artistas en la ciudad de Nueva York, donde la mayoría de los dramaturgos vivieron y trabajaron, y que hizo accesible al Colectivo un espacio de ensayo gratuito y, en ocasiones, un espacio de producción.
Rape-In, el primer espectáculo de las dramaturgas, comenzó como un taller por sugerencia de un colega en el entonces grupo mixto de dramaturgos de Westbeth. Pero fueron las mujeres las que escribieron sobre el tema, y cuando lo hicieron, descubrieron que todas eran feministas.

## Producciones y eventos

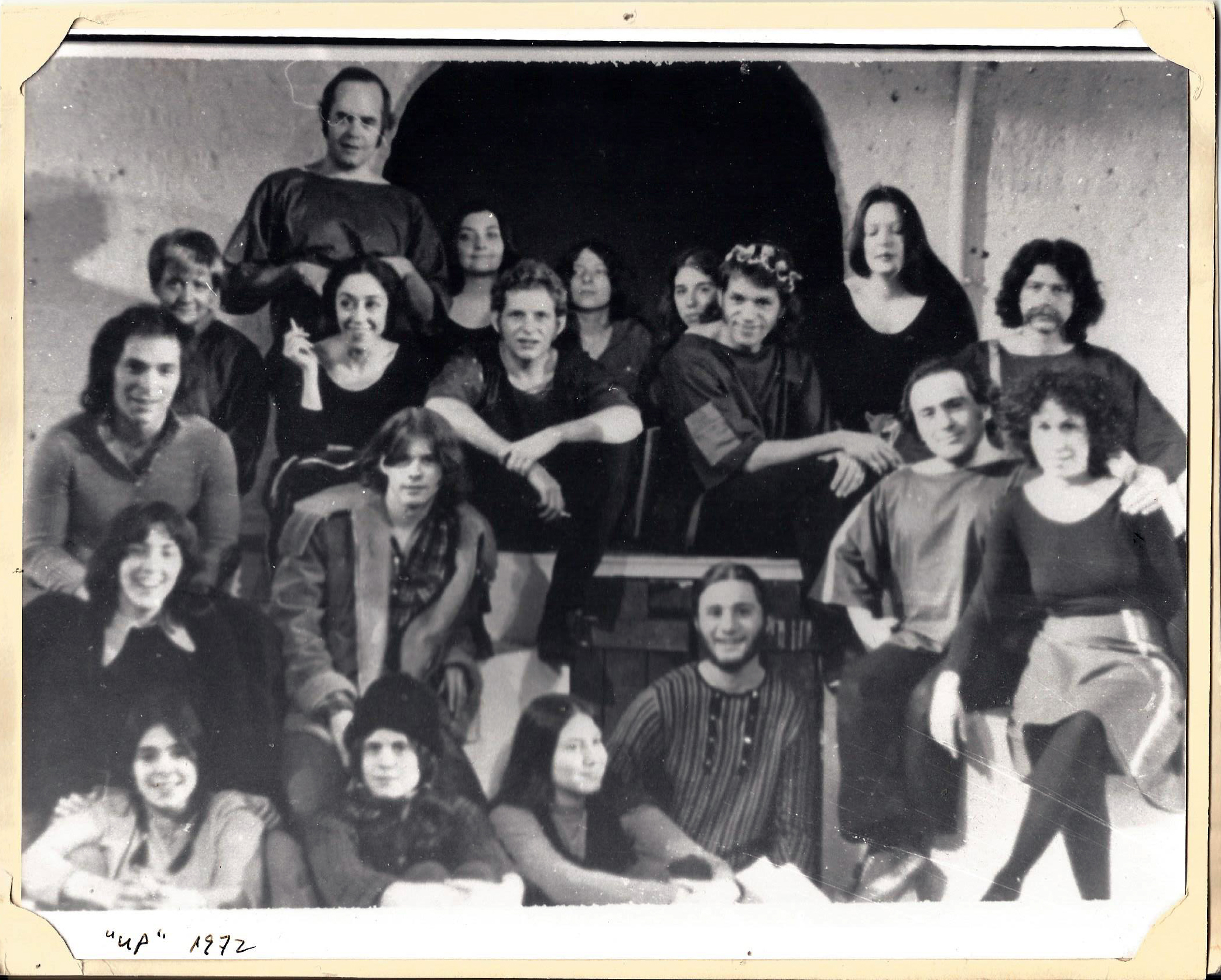
Foto de producción con Danny DeVito, Rhea Perlman, Cathy Heriza y otros. Foto de Arcaterra

- Mayo de 1971: Rape-In - producida en el Crystal Field’s Assembly Theatre (posteriormente conocido como Theatre for the New City)
  - Guionistas: Helen Duberstein, Helene Dworzan, Gwen Gunn, Patricia Horan, Ruth Herschberger, Christina Maile, Sally Ordway, Dolores Deane Walker
- Febrero de 1972: Up - An Uppity Revue - producida en el Westbeth Cabaret
  - Guionistas: Gwen Gunn, Patricia Horan, Christina Maile, Sally Ordway, A. Piotrowski, Dolores Deane Walker, Susan Yankowitz
  - Directora: Marjorie Melnick[25]
  - Música y letras: Cathy Heriza[26]
  - Elenco: Danny DeVito, Rhea Perlman, Tom Fenaughty, R Douglas Friedlander, Eileen Gottermeyer, Leigh Hagen, Ilan Mamber, J H Murphy, Saul Fredericks, Cleve Roller, Faith Stanflied
- Enero de 1973: Wicked Women Revue – Producida en el Theatre for New City (habiéndose estrenado previamente en The Great Building Crackup Gallery de Rhett y Robert Delford Brown)
  - Guionistas: Gwen Gunn, Patricia Horan, Christina (Chryse) Maile, Dacia Maraini, Sally Ordway, Dolores Deane Walker, Susan Yankowitz
  - Directora: Kim Friedman
  - Elenco: Alix Elias, Tom Leo, Melissa Zollo, Helen Pugatch, Kathleen Tolan, Michael Darrow, Joel Simon
- Mayo de 1973: ?! – A Musical Revue - producida en la Joseph Jefferson Company
  - Guionistas: Gwen Gunn, Patricia Horan, Christina (Chryse) Maile, Sally Ordway, A. Piotrowski, Dolores Deane Walker, Susan Yankowitz.
  - Directora: Cathy Roskam
  - Elenco: Lois Beckett, Jane Burch, Kristen Christopher, Richard Darrow, Norman Thomas Marshall, William Perley
  - Otras colaboradoras: Música: Sandy Alpert. Diseño de iluminación: Claire Carter. Coreografía: Rose Graziano, Escenarios: Christina Maile, Vestuario: Walter McCord. Responsable de escena: Rose Graziano. Directoras musicales: Sandy Alpert, Mari Foss. Músicas: Cookie Cirillo, Mari Foss, Sally Hilbert, Cathy Roskam.
- Enero de 1974: We Can Feed Everybody Here - Westbeth Cabaret
  - Guionistas: Gwen Gunn, Patricia Horan, Christina Maile, Sally Ordway, A. Piotrowski, Megan Terry, Dolores Deane Walker
  - Directora: Marjorie Melnick
- Mayo de 1974: Westbeth Playwrights Feminist Collective Benefit
  - Women’s Bands! Women’s songs! Women Comedians! Women Bartenders! Items contributed for auction by Rhett Brown (productor), Shirley Clarke (cineasa), Noma Copley (artista en joyería y escultora), Rosalyn Drexler (artista, escritora), Eleanor Perry, Muriel Rukeyser (poeta), Anita Steckel (artista), y escritoras y guionisas, Margaret Croyden, Irene Fornes, Erica Jong, Myna Lamb, Ellen Frankfort, y MS Magazine.
- Mayo de 1974: What Time of Night It Is – Gallery Theater at Westbeth
  - Guionistas: Patricia Horan, Marjorie DeFazio
  - Directora: Marjorie DeFazio
  - Otras colaboradoras: Letristas: Patricia Horan y Marjorie DeFazio. Música: Sandy Alpert, Nell Carter, Cookie Cirillo. Letristas adicionales: Harriet Robinson y L Mae Wheeler
  - Productora asociada: Nancy Rhodes
  - Elenco: Fran Anthony, Mary Ellen Ashley, Cookie Cirillo, Joanne Dondera, Sheila Gibbs, Birdie M Hale,[27] Peter Johnl, Joan Nelson, Penelope Willis
  - Otras colaboradoras: Directora musical:  Nell Carter. Subdirectora musical: Cookie Cirillo. Coreógrafa: Katerine Parks. Directora de escena: Rose Graziano. Iluminación: Denise Ford. Escenarios: Jean Warfield. Vesturarios: Mary White. Electricistas: Josephine Steinway. Agradecimiento especial a Jacqueline Ceballos y Brian Jayne.
- Enero de 1975: Medea (Feminist version) Westbeth Cabaret Theater
  - Guionista: Gloria Albee, elegida en el concurso nacional de mujeres guionistas del colectivo
  - Dirección: Directora: Patricia Carmichael. Directora de producción: Nancy Rhodes
  - Elenco: Chris Weatherhead, Julian Maile, Norman Parker, Fonna Faye Isaacson, David heveran, Ron Lawrance, Robert Burgos, Ann Goodman, Rachael Milder, James Carruthers, Winston May, Kip Williams, Nadia Dajani, Nomi MItty
  - Otras colaboradoras: Diseño de escena: Jean Warfield. Iluminación: Diane Smith. Directora técnica: Pat Moeser. Vestuario: Louise Krozek. Subdirectora: Emily Garlick. Dirección escénica: Karin Young. Electricista: Josephine Steinway.
- Abril de 1975: Jumpin' Salty - Westbeth Cabaret Theater
  - Mostrando sucesos feministas de principios de la década de 1910 desde el trágico incendio de  Triangle Factory a Angela Davis y Harriet Tubman que se encuentran en las vías del metro.
  - Guionistas: Gayle Austin, Gwen Gunn, Linda Kline, Christina Maile, Sally Ordway, Megan Terry, Dolores Deane Walker
  - Dirección: Productora de dirección: Nancy Rhodes, Directora: Lynn Guara. Música: Elizabeth Swados. Letrista: Eve Merriam
  - Elenco: Chris Campbell, Allen Kleinmen, Peter Murphy, Donna Perich, Margaret Pine, Susan Sandler, Greer Smith, John Stravinsky
  - Otras colaboradoras: Escena: Pat Woodbridge. Vestuario: Jean Steinlein. Iluminación: Shirley Prendergast. Subdirección: Marlene Swartz. Directora de escena: Emily Garlick. Coreógrafa: Kay Wylie.
- Tours: Además de producir obras, el grupo tenía un taller de guionistas muy activo que viajó por varios lugares tales como la Stony Brook University, Hofstra University, Adelphi University, o el Douglas College, actuando también en conferencias, como por ejemplo en la de 1973 del encuentro anual de la Modern Library Association o en un kibbutz en Israel, en el Instituto Smithsoniano, y en varios campus universitarios en Colorado, California, Wisconsin, Ithaca, NY y Vancouver, BC.
- Talleres: Dos veces al mes el Westbeth Playwrights Feminist Collective presentaba el curso de sus trabajos.

El Colectivo también presentó el trabajo de otras feministas:
- Marzo de 1974: Judy Grahn - Poeta
- Abril de 1974: Poetry of Rage - patrocinado por Poets & Writers 
  - Poetas: Diane Gioseffi, Judy Grahn, Patricia Horan, Lucille Iverson, Honor Moore, Anita Steckel, Ann Witten
- 1975 Producción de la Tropa Feminista de Nueva York de "But Something was wrong with the princess" (Pero algo andaba mal con la princesa)
  - escrito por Lucy Winer[28] Directora: Eileen Mitchell
- Experimentos con películas: Doris Chase, Storm De Hirsch, Doris Samotowitz, Pat Sloan

## La disolución

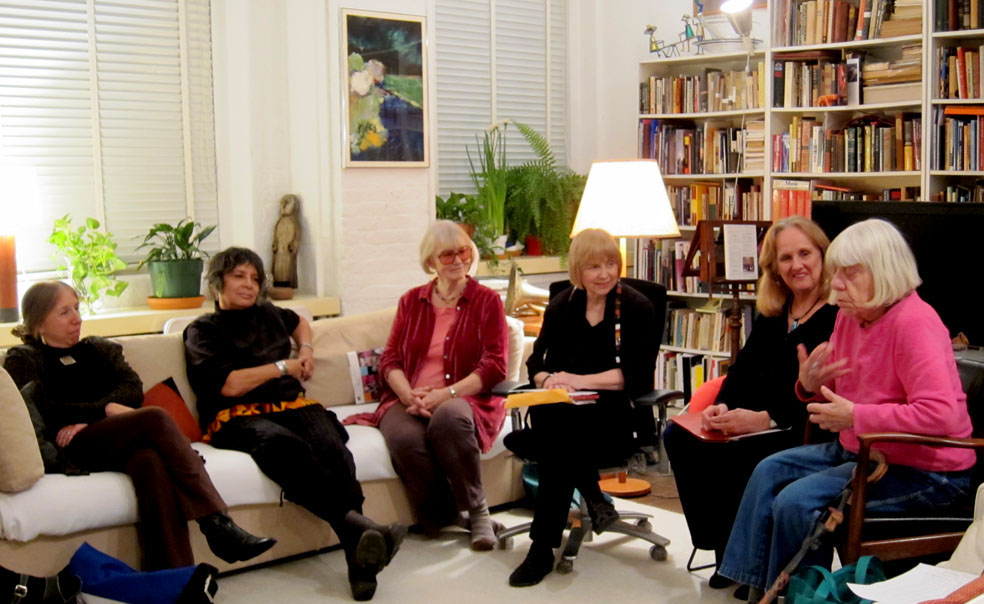
El Westbeth Playwrights Feminist Collective en una entrevista en video en 2011. De izquierda a derecha, Marjorie Melnick, Christina Maile, Gwen Gunn, Dolores Walker, Nancy Rhodes y Helen Duberstein. Foto de Lauren Maile.

Después de cinco años de producciones teatrales, el Westbeth Playwrights Collective se disolvió, cada miembro para seguir carreras individuales, algunas como dramaturgas, poetas, escritoras de televisión y de no ficción. Otras, quizás animados por las oportunidades que se habían esforzado por abrir, se convirtieron en obispos, abogadas, arquitectas paisajistas, editoras, grabadoras y videógrafas.
Recientemente, un grupo de dramaturgas y directoras del Colectivo se reunió en una entrevista grabada en video para recordar el trabajo del Colectivo.

## Sociedad Histórica de Nueva York
Debido a la histórica presencia del Westbeth Playwrights Feminist Collective en los inicios del movimiento de Mujeres, la Sociedad Histórica de Nueva York reunió material (fotos, correspondencia, guiones y objetos efímeros) del Colectivo para agregarlo a sus colecciones.
Resumen: Registros del breve pero innovador Westbeth Playwrights Feminist Collective, uno de los primeros grupos de teatro feminista en los Estados Unidos. Creado en 1972 y disuelto en 1976, el WPFC tenía su sede en el histórico Westbeth Artists Housing en West Street, Manhattan, y produjo obras de autoras feministas centradas en temas centrales del movimiento de mujeres como el acoso sexual y la desigualdad en el trabajo. La colección incluye guiones, material publicitario, artículos y reseñas, correspondencia, efímeros y fotografías de escenas de producción seleccionadas y miembros de WP.
Cantidad: 1.04 pies lineales (en 3 cajas)
Registro: MS 3056
Nota histórica: El Westbeth Playwrights Feminist Collective (WPFC), llamado así por su sede en la Vivienda de Artistas de Westbeth (en el histórico Complejo de Laboratorios Bell Telephone en West Street 445-465, Manhattan), fue uno de los primeros grupos de teatro feminista en los Estados Unidos. Constituido el 19 de octubre de 1972, entre sus fundadoras se encontraban las talentosas dramaturgas Helen Duberstein, Hélène Dworzan, Patricia Horan, Gwendolyn Gunn, Christina (también conocida como Chryse) Maile, Sally Ordway, Dolores Deane Walker y Susan Yankowitz. Su Consejo de Patronas, en el que estaban las figuras claves del feminismo estadounidense de la época, incluyendo a la crítica de teatro Margaret Croyden, la activista Florynce Kennedy, la poeta Muriel Rukeyser y la cofundadora de la revista Ms. Gloria Steinem.
Las obras de teatro del WPFC se centraron en temas fundamentales del movimiento de mujeres como el acoso sexual, la desigualdad en el lugar de trabajo, el dominio y la sumisión, y la exclusión de las mujeres por parte del patriarcado religioso. Las producciones se llevaron a cabo en varios lugares de Manhattan, entre ellos el Theatre for the New City, Joseph Jefferson Company y, en Westbeth, el Westbeth Cabaret y el Gallery Theatre. Los títulos incluyen "Rape-In" (mayo de 1971), "Up! An Uppity Revue" (febrero de 1972), "Wicked Women Revue" (enero de 1973), "? ! A Revue "(mayo de 1973)," We Can Feed Everybody Here"(enero de 1974)," What Time of Night Is Is "(mayo de 1974)," Medea "(enero de 1975) y" Jumpin 'Salty "(abril de 1975) ). Como publicidad de "Jumpin 'Salty", que mostraba las vidas de mujeres notables en la historia de Estados Unidos, como la defensora del control de la natalidad Margaret Sanger y las víctimas, en su mayoría mujeres, del incendio de la fábrica Triangle Shirtwaist de 1911, el WPFC organizó una marcha por Greenwich Village, con paradas. para escuchar oradores en sitios relacionados con las mujeres y eventos.
El WPFC realizó una producción de la ópera Gertrude Stein-Virgil Thomson basada en la vida de Susan B. Anthony, "The Mother of Us All" (La madre de todos nosotros) (abril-mayo de 1976). También patrocinaron lecturas de poetas, Judy Grahn y Honor Moore, y organizaron proyecciones del trabajo de mujeres cineastas.

### Reseñas - noticias y televisión
- Bilowit, Ira J., Up! An Uppity Revue, Show Business, Review, 9 de marzo de 1972
- Blevins, Tone, Theatre in Review: Westbeth Workshop, SOHO News, 20 de diciembre de 1973
- Rojas, Gloria, The Wicked Women Revue, Midday Live, WNEW-TV, Review, enero de 1973
- Sainer, Arthur, Up! An Uppity Revue, Village Voice, Review, 9 de marzo de 1972
- Sanders, Kevin, Up! An Uppity Revue, Eyewitness News, WABC-TV, Revisión, marzo de 1972
- Sanders, Kevin, The Wicked Women Revue, Eyewitness News, WABC-TV, Review, enero de 1973
- Stoldowsky, Ellen, Up! An Uppity Revue, On the Boards, Metropolitan Review, marzo de 1972
- Thompson, Howard, Theater: An Original ?!, New York Times, Review, 26 de mayo de 1973
- Wasserman, Debbie, The Wicked Women Revue, Show Business, Review, enero de 1973

### Libros
- Brown, Janet, Feminist Drama: Definition and Critical Analysis, Metuchen NJ: Scarecrow Press, 1979
- Brown, Janet, TTaking Center Stage: Feminism in Contemporary U.S. Drama, Metuchen, Nueva Jersey: Scarecrow Press, 1991
- Cambridge History of American Theatre, vol 3: Post World War II to the 1990s. Don B Wilmeth, CWE Bigsby, Cambridge University Press, 2000
- Canning, Charlotte, Feminist Theaters in the U.S.A.: Escenificación de la experiencia de las mujeres, Londres y EE. UU. Routledge, 1996
- Leavitt, Dinah L., Feminist Theatre Groups, McFarland, 1980
- Olsen, Christopher, Off-Off Broadway / The Second Wave: 1968-1980, 2011, ISBN 978-1-4609-3313-8

### Artículos
- Bilowit, Ira J., Sexism Is A State of Mind –In Theatre, At Drama Desk, Show Business, 8 de febrero de 1973
- Croyden, Margaret, Women Directors and Playwrights, Viva Magazine, mayo de 1974
- Dace, Tish, Marking Their Own Opportunities: Women’s Theatres in New York, Back Stage, 9 de marzo de 2001
- Johnston, Laurie, Sexism in Theatre Can Be a Boon: At the Drama Desk Luncheon, sección de teatro, New York Times, 8 de febrero de 1973
- Johnston, Laurie, Women Activism Turns to Alternatives in Arts, Theatre Section, New York Times, 21 de marzo de 1973
- Killian, Linda, Feminist Theater, Revista de Arte Feminista, vol. 3, no. 1 de octubre de 1974
- Killian, Linda, The Westbeth Feminist Collective, The Metropolitan Review, Nueva York
- Killian, Linda, The Chronicle, Hempstead, NY, 5 de abril de 1973
- Lowell, Sondra, New Feminist Theatre, Ms. Magazine, agosto de 1972, p. 17-21
- Moore, Honor, Theatre Will Never Be the Same, Ms. Magazine, diciembre de 1977[1]
- Rea, Charlotte, Women's Theatre Groups, Drama Review, vol. 16, no. 2, junio de 1972, págs. 79–89
- Jumpin 'Salty (anuncio del evento), New York Magazine, vol. 8, no. 17, 28 de abril de 1975, pág. 22
- Westbeth Playwrights Feminist Collective Benefit, New York Magazine, vol. 7, no. 8, 25 de febrero de 1974, pág. 51
- Performances  On Street and Stage: Village Heroines – Yesterday and Today, The Villager, Greenwich Village, 17 de abril de 1975
- Woolman, Elizabeth, Emancipation or Exploitation: Gender Liberation and Adult Musicals 1970's New York, Studies in Musical Theatre, vol 2, no. 1 de 2008